# OPQ
OPQ или OPQ32 (сокращение от англ. Occupational Personality Questionnaires) — профессиональные личностные опросники, одни из наиболее широко используемых психометрических методов оценки в мире. OPQ, созданный в начале 80-х годов, впервые был внедрен в Великобритании. Авторами опросника, который стал первым коммерчески доступным инструментом «Большой пятерки», были Питер Сэвил и Роджер Холдсуорт, основатели компании Saville and Holdsworth (SHL). В 1994 году OPQ был переведен на русский язык и адаптирован для России.
Опросник специально разработан для оценки типичного или предпочитаемого стиля поведения человека в профессиональной деятельности. Опросник OPQ дает возможность получить подробную информацию относительно того, насколько кандидаты подходят к конкретной рабочей среде, как они будут работать с окружающими. Кроме того, результаты OPQ позволяют сопоставить личностный потенциал сотрудника и требования к рабочему поведению сотрудника в рамках компетенций. Опросник доступен более чем на 30 языках более чем в 50 странах мира.
Опросник дает информацию о сильных сторонах кандидата и недостатках с точки зрения должности или позиции в форме, доступной и понятной функциональным руководителям. Результаты опросника также часто используются как базовая информация и структура для проведения интервью.
В семейство OPQ входят опросники, которые предназначены для оценки потенциала разных категорий сотрудников — начиная менеджерами, специалистами по работе с клиентами и заканчивая рабочими. OPQ дает информацию по типам лидерства, ролям в команде по Белбину, стрессовым факторам, а также позволяет оценить потенциал для развития управленческих компетенций по универсальным моделям компетенций.
Опросник насчитывает обычно 90 вопросов, ответы на них в среднем дают за 40—50 минут.